# Speleobama vana
Speleobama vana är en skalbaggsart som beskrevs av Park 1951. Speleobama vana ingår i släktet Speleobama och familjen kortvingar. Inga underarter finns listade i Catalogue of Life.